# Hoshiarpur (distrikt)
Hoshiarpur (engelska: Hoshiarpur district, franska: District de Hoshiarpur, marathi: होशियारपूर जिल्हा, hindi: होशियारपुर जिला) är ett distrikt i Indien. Det ligger i delstaten Punjab, i den norra delen av landet, 400 km norr om huvudstaden New Delhi. Antalet invånare är 1 586 625. Arean är 3,4 kvadratkilometer. Hoshiarpur gränsar till Pathankot, Kapurthala och Rupnagar.
Terrängen i Hoshiarpur är mycket platt.
Följande samhällen finns i Hoshiarpur:
- Talwāra
- Mukeriān
- Dasūa
- Garhshankar
- Hariāna
- Garhdiwāla
- Hājīpur
- Shamchaurasi
- Morāwāli